# Герінген (Рейнланд-Пфальц)
Герінген (нім. Höringen) — громада в Німеччині, розташована в землі Рейнланд-Пфальц. Входить до складу району Доннерсберг. Складова частина об'єднання громад Віннвайлер.
Площа — 10,74 км2. Населення становить 613 ос. (станом на 31 грудня 2020).